# Bernhard Binkowski
Bernhard Binkowski (* 2. März 1912 in Neisse, Oberschlesien; † 14. Oktober 2002 in Schorndorf, Baden-Württemberg) war ein deutscher Musikpädagoge.

## Leben
Bernhard Binkowski, Sohn des Journalisten und Arbeitersekretärs Emil Binkowski, war nach seinem Abitur ein Jahr lang Schüler in Kansas City und studierte von 1932 bis 1938 Schulmusik an der Staatlichen Hochschule für Musik sowie Anglistik und Latein an der Universität zu Köln. Er erlebte hautnah die Absetzung seiner Professoren Walter Braunfels und Hermann Abendroth und die Arisierung der Hochschule. Trotz Ablehnung des Regimes und Engagement in seinem katholischen Umfeld konnte Binkowski 1938 den Schuldienst antreten. Kurz darauf wurde er als Soldat verpflichtet und geriet gegen Ende des Zweiten Weltkrieges in Gefangenschaft.
1946 erhielt er eine Stelle als Gymnasiallehrer im schwäbischen Schorndorf, ab 1954 war er für die Landesregierung Baden-Württemberg tätig. 1963 wurde er zum Professor und Dekan der Abteilung Schulmusik an die Musikhochschule Stuttgart berufen, von 1966 bis 1972 war er zudem Prorektor der Hochschule. Binkowski war als Musikpädagoge international gefragt und war wiederholt an US-amerikanischen Hochschulen in Eugene, San Francisco und Ann Arbor gefragter Hochschullehrer. 1977 wurde er emeritiert.
Er war seit 1956 Mitglied im Verband Deutscher Schulmusiker (vds), ab 1959 Landesvorsitzender des VDS Baden-Württemberg, ab 1966 stellvertretender Bundesvorsitzender und von 1971 bis 1979 in Nachfolge von Egon Kraus Bundesvorsitzender des VDS. Er engagierte sich zudem im Vorstand und Arbeitsgruppen der International Society for Music Education (ISME) und war von 1976 bis 1984 Leiter der Kommission „Musik in Schule und Lehrerbildung“. Er war Berater mehrerer deutscher Kultusministerien und des Deutschen Musikrates.
Bernhard Binkowski veröffentlichte zahlreiche musikpädagogische Arbeiten und Bücher. Sein Werk „Musik um uns“ wurde ein Standardwerk.
1964 wurde Bernhard Binkowski von Kardinal-Großmeister Eugène Kardinal Tisserant zum Ritter des Ritterordens vom Heiligen Grab zu Jerusalem ernannt und am 5. Dezember 1964 im Kölner Dom durch Lorenz Jaeger, Großprior der deutschen Statthalterei, investiert. Er war zuletzt Offizier des Ordens.
Er war verheiratet mit Eva Vosfeldt. Sein Bruder ist der Journalist, Publizist und Zeitungsverleger Johannes Binkowski.

## Ehrungen
- Ritterschlag zum Ritter vom Heiligen Grab durch Kardinal-Großmeister Eugène Kardinal Tisserant (1964)
- Bundesverdienstkreuz am Bande (23. Februar 1977)[1][2]
- Ehrenmitglied der Musikhochschule Stuttgart (1977)
- Ehrenmitglied der International Society for Music Education ISME (1977)
- Ehrenvorsitzender des Verbandes Deutscher Schulmusiker VDS (1979)

## Werke
- Textheft mit den schönsten Liedern aus dem Schulwerk „Unser Liederbuch“. Stuttgart: Metzler, 1962.
- Spirituals, blues, shanties. Kompositionen. Stuttgart: J. B. Metzler, 1972.
- Die Funktion der Musik in einer humanen Schule. Aachen: Hauptabt. Erziehung u. Schule im Bischöfl. Generalvikariat, 1985.

### Veröffentlichungen in Koproduktion
- Karl Aichele und Bernhard Binkowski (unter Mitarbeit von Hermann Feifel): Ein Weg zur Musik. Stuttgart: Klett 1958.
- Karl Aichele und Bernhard Binkowski (unter Mitarbeit von Hermann Feifel): Unser Liederbuch für Baden. Stuttgart: Klett (Mehrteiliges Schulmusikbuch mit zahlreichen Neuauflagen seit den 50er Jahren).
- Karl Aichele und Bernhard Binkowski (unter Mitarbeit von Hermann Feifel): Unser Liederbuch für norddeutsche Kinder. Stuttgart: Klett (Mehrteiliges Schulmusikbuch mit zahlreichen Neuauflagen seit den 50er Jahren).
- Karl Aichele und Bernhard Binkowski (unter Mitarbeit von Hermann Feifel): Unser Liederbuch für Hessen. Stuttgart: Klett (Mehrteiliges Schulmusikbuch mit zahlreichen Neuauflagen seit den 50er Jahren).